# بنك الاعتماد اللبناني
بنك الاعتماد اللبناني (Crédit Libanais) هو بنك لبناني تأسس عام 1961. بدأ بفرع واحد في ساحة رياض الصلح ، وأصبح مجموعة مصرفية ومالية كبيرة في لبنان، مع شبكة واسعة من 68 فرعًا في لبنان وقبرص والبحرين والعراق وكندا والسنغال وغرب إفريقيا. تدير شبكة من 73 فرعا ولديها العديد من الشركات التابعة التي تعمل في أنشطة مختلفة تشمل الخدمات المصرفية التقليدية والإسلامية والتأمين والتأجير والعقارات والسياحة وحجز التذاكر وخدمات تحصيل الديون وتكنولوجيا المعلومات والإعلان.
يُصنف المصرف ضمن أكبر 10 مصارف في لبنان (فئة ألفا) ومن بين أكبر 1000 مصرف في العالم بحسب رأس المال الأساسي.

## الأشخاص الرئيسيون
- جوزيف طربيه: رئيس مجلس الإدارة للبنك، ورئيس جمعية مصارف لبنان.[6][7][8][9]
- رندة بدير: نائبة المدير.[10]